# بوربونا
بوربونا هي (كومونا) بلدية في مقاطعة رييتي في منطقة لاتيوم الإيطالية، وتقع على بعد حوالي 90 كيلومتر (56 ميل) شمال شرق روما وحوالي 25 كيلومتر (16 ميل) شمال شرق رييتي.
تقع بوربونا على حدود البلديات التالية: نترودوكو، كانيانو أميتيرنو، سيتاريال، ميسيجليانو، مونتيريال، بوستا.

## روابط خارجية
- الموقع الرسمي